# Abbey Clancy

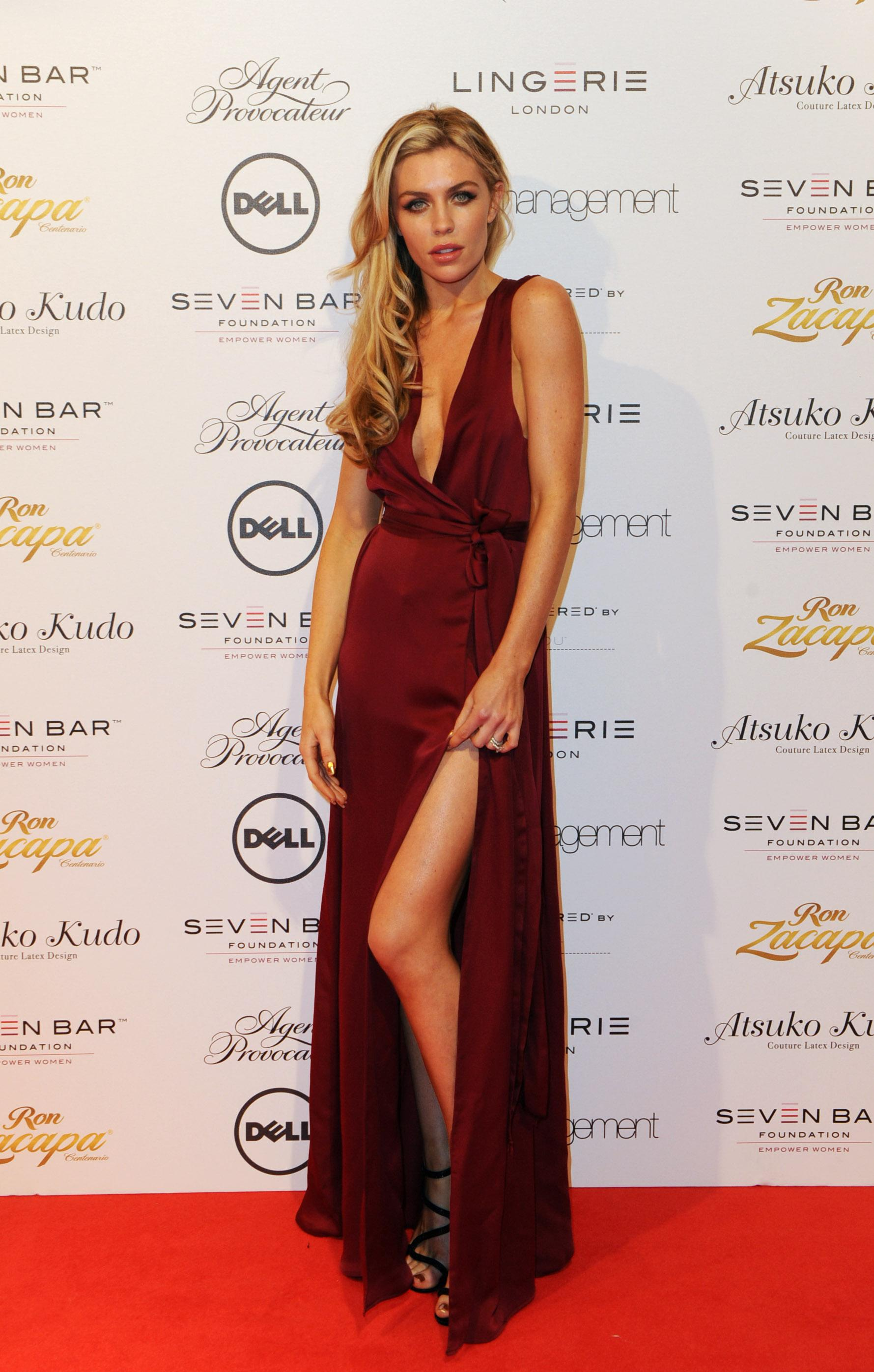
Abbey Clancy (2012)

Abigail „Abbey“ Marie Clancy (* 10. Januar 1986 in Liverpool) ist eine britische Fernsehmoderatorin und Model.

## Leben
Clancy wurde in Liverpool als zweitältestes von vier Kindern von Karen (geb. Sullivan) und Geoffrey Thomas Clancy geboren. Sie wuchs in Woolton, einem Vorort von Liverpool, auf und besuchte die St. Mary’s Primary School und die St. Julie's Catholic High School. Clancy gründete die Mädchenband Genie Queen, die von Andy McCluskey, dem Gründer von Atomic Kitten, gemanagt wurde.
Sie nahm 2006 an der zweiten Ausgabe von Britain's Next Top Model teil und belegte den zweiten Platz. 2010 erreichte Clancy den zehnten Platz der FHM's 100 Sexiest Women. 2013 gewann sie die elfte Staffel des TV-Tanzwettbewerbs Strictly Come Dancing, dem britischen Pendant von Let’s Dance. Neun Jahre nach ihrer Teilnahme an der Show wurde Clancy 2015 als neue Moderatorin von Britain's Next Top Model bekannt gegeben.
Nach ihrem Auftritt bei Britain's Next Top Model modelte Clancy für mehrere Zeitschriften und Zeitungen. Sie erschien 2010 in der Bademodenausgabe der Sports Illustrated. Im Dezember 2013 wurde Clancy neben Suki Waterhouse und Cara Delevingne im Adventskalender des LOVE-Magazins gezeigt. Im Juli 2014 erschien die Britin auf dem Cover der britischen Marie Claire und im März 2015 der britischen Elle.

## Privatleben
Clancy ist seit 2006 mit dem Ex-Fußballprofi Peter Crouch liiert. Das Paar verlobte sich 2009. Ihre Tochter wurde 2011 geboren. Am 30. Juni 2011 heirateten Clancy und Crouch. Ihre zweite Tochter Liberty Rose kam 2015 zur Welt, ihr Sohn Johnny folgte 2018. Peter gab am 3. Januar 2019 bekannt, dass das Paar sein viertes Kind erwartet. Am 3. Juni 2019 brachte Abbey ihren zweiten Sohn zur Welt.